# Al-Adli
Al-Adli (Al-Ádlí ar-Rúmí) est un joueur et un théoricien arabe du Shatranj, l'ancêtre persan des échecs. Originaire d'Anatolie, il est l'auteur vers 842 d'un des premiers traités décrivant le Shatranj, Kitab ash-shatranj (Le livre des échecs).

## Carrière
Sous le règne d'Al-Wāt̠iq et au début du règne du calife Al-Mutawakkil, il était reconnu comme le meilleur joueur  du IXe siècle jusqu'à sa défaite contre Al-Razi qui eut lieu suivant les sources soit avant, soit pendant le règne d'Al Mutawakki (847-861).

## Traité d'échecs
Dans son traité, Al-Adli rassembla les idées de ses prédécesseurs sur le Chatrang. Le livre est perdu mais ses problèmes ont survécu grâce à ses successeurs. Les mansoubas étaient des fins de parties. La victoire s'obtenait soit par le mat, soit par le pat, soit par le dépouillement du Roi adverse,.
De son œuvre, serait issu une variante du problème du mat de Dilaram (Dilaram mansuba ou mansouba)
. Dans un manuscrit du début du XVe siècle, un problème analogue était accompagné d'une histoire où Dilaram était la favorite esclave d'un joueur d'échecs réduit à une position désespérée dans une partie
,. Cette version, appelée mat de Dilaram, analogue au problème d'Al-Adli est attribuée à Al-Suli,.